# Eteissaari (ö i Södra Savolax, Nyslott, lat 61,78, long 28,56)
Eteissaari är en ö i Finland. Den ligger i sjön Pihlajavesi och i kommunen Sulkava i den ekonomiska regionen  Nyslott  och landskapet Södra Savolax, i den sydöstra delen av landet, 260 km nordost om huvudstaden Helsingfors. Öns area är 2,6 hektar och dess största längd är 250 meter i sydöst-nordvästlig riktning.